# Maryse Pelletier
Pour les articles homonymes, voir Pelletier.
Maryse Pelletier est une comédienne et écrivaine québécoise née à Cabano au Québec, en 1946.

## Ses œuvres

### Théâtre
- 1983 : Du poil aux pattes comme les CWAC'S
- 1980 : À qui le p'tit cœur après neuf heures et demie?
- 1982 : Léda ou le Cheval qui rêve
- 1985 : Duo pour voix obstinées
- 1986 : La vie sans mode d'emploi (traduction)
- 1989 : La Rupture des eaux
- 1986 : Blanc sur noir
- 1009 : Copies conformes (traduction)
- 1991: Un Samouraï amoureux
- 2003 : Cabano, P.Q.
- 2005 : Harmonie
- 2005 : Buckminster Fuller, Mémoires et Mystères de l'Univers (traduction)
- 2005 : Harmony (co-scénarisation et dialogues)
- 2006 : La Carnivore pourpre
- 2017 : Hôtel Chrysanthème

### Romans jeunesse
- 1997: Une Vie en éclats
- 1998 : La Musique des choses
- 2001 : La Fugue de Leila
- 2002 : Duo en noir et blanc
- 2003 : La Chasse aux moules
- 2004 : La Chasse aux flèches
- 2004 : La Chasse au plomb
- 2010 : Un couteau sur la neige

### Romans adultes
- 2000 : L'Odeur des pivoines (Relations de couple)
- 2002 : La Duchesse des Bois-Francs (Portrait de femme)

### Autre
- 2006: Cabano, mes racines, mes amours

## Télévision et cinéma

### Comme auteure et scénariste
- 1998-1999:  Ecce Homo: La famille, L'éducation, La ville;  Documentaires, série Ecce Homo, Productions Conscient.
- 1997 à 2000:  Tohu-Bohu, Conception de l'émission et scénarisation de plusieurs épisodes, Production Sogestalt, pour Radio-Canada.
- 1999-2000 :  Plusieurs scénarios pour Les Frimousses, série pour enfants de 3 à 5 ans, diff. Radio-Canada
- 1991-1992:  Graffiti, téléroman sur l'analphabétisme, produit pour Radio-Québec. 8 demi-heures
- 1989-90:  Touroul, Radio-Canada, en collaboration avec Marthe Pelletier; 15 textes
- 1987-88:  13 textes pour la série Cocologie, Les Productions Scope, Montréal.
- 1986 à 89:  45 textes, contes pour la série Iniminimagimo, Section Jeunesse, Radio-Canada, Montréal:  Barbe Bleue, Le Joueur de flûte, Jeannot et la fève, La Belle et la bête, L'histoire D'aoyagi, La Princesse et le roi Grisebarbe, etc.
- 85-86:  Collaboration à la scénarisation de textes pour la série Paul, Marie et les Enfants, écrite par Jean-Paul LeBourhis, Radio-Canada.
- 1985:  scénarisation du long métrage: Du poil aux pattes comme les Cwac's, tiré de la pièce, réalisation Daniel Roussel, Les Films Stock.
- 1983-84:  Plusieurs textes pour l'émission Traboulidon, Section jeunesse, Radio-Canada, Montréal.
- 1982-83:  2 textes pour la série Bof et compagnie, Section Jeunesse, Radio-Canada.

### Comme conseillère à la scénarisation
- 1993 à 95:  Tous les textes : La Princesse astronaute, de Monique Fournier, réal. Jean-Pierre Maher, Productions Sogestalt.

### comme script-éditrice
- 1984 à 87:  Série Traboulidon, Section Jeunesse, SRC

## Prix

### Théâtre
- Nomination pour le masque de la meilleure traduction-adaptation, décernée par L’Académie québécoise du théâtre, saison 2005-2006, pour Buckminster Fuller...
- Prix du Gouverneur Général, décerné le 3 juin 1986, pour Duo pour voix obstinées.
- Grand prix du Journal de Montréal, décerné le 30 octobre 1985, pour Duo pour voix obstinées.

### Roman
- Prix du Gouverneur général, nomination, pour Une vie en éclats, La courte échelle, littérature Jeunesse, texte, 1997
- Sélection White Ravens de la Bibliothèque internationale de la jeunesse, Munich, 1999, pour La Musique des choses
- Sélection pour le Prix Hackmatak 2005, pour La Chasse aux moules

### Télévision
- 2006 : Nomination pour la meilleure émission pour enfants, Académie canadienne de la télévision, Gémeaux, pour Harmonie, produit par le Théâtre de la Dame de Cœur.
- 2002 :  Prix d’excellence Télé-Québec, catégorie « Tous genres sauf animation 6-8 ans », décerné par l’Alliance pour l’enfant et la télévision, pour Tohu-Bohu
- Génie de la meilleure émission de télévision pour enfants, catégorie de 2 à 10 ans, décerné en novembre 1989 par l'Académie canadienne du cinéma et de la télévision, pour Iniminimagimo
- Génie de la meilleure émission de télévision pour enfants, catégorie de 2 à 10 ans, décerné le 8 février 1988 par l'Académie canadienne du cinéma et de la télévision pour Iniminimagimo
- Génie de la meilleure émission de télévision pour enfants, catégorie de 2 à 10 ans, décerné le 15 février 1987 par L'Académie canadienne du cinéma et de la télévision pour Traboulidon.

## Honneurs
- 1985 - Prix du Gouverneur général, Duo pour voix obstinées
- 1985 - Prix littéraires du Journal de Montréal, Duo pour voix obstinées
- 1997 - Finaliste du Prix du Gouverneur général 1997, Une vie en éclats
- 1999 - Sélection White Ravens de la Bibliothèque Internationale de la Jeunesse, Munich, La Musique des Choses
- 2006 - Finaliste, Prix Hackmatack, pour La Chasse aux moules
- 2006 - Nomination de l'Académie québécoise du théâtre, meilleure traduction, pour Buckminster Fuller, Mémoires et Mystères de l'Univers
- 2011 - Prix Alvine-Bélisle, Un couteau sur la neige